# Jazz and Jailbirds
Jazz and Jailbirds é um curta-metragem mudo norte-americano de 1919, do gênero comédia, dirigido por J. A. Howe e estrelado por Oliver Hardy.

## Elenco
- Jimmy Aubrey - Jimmy

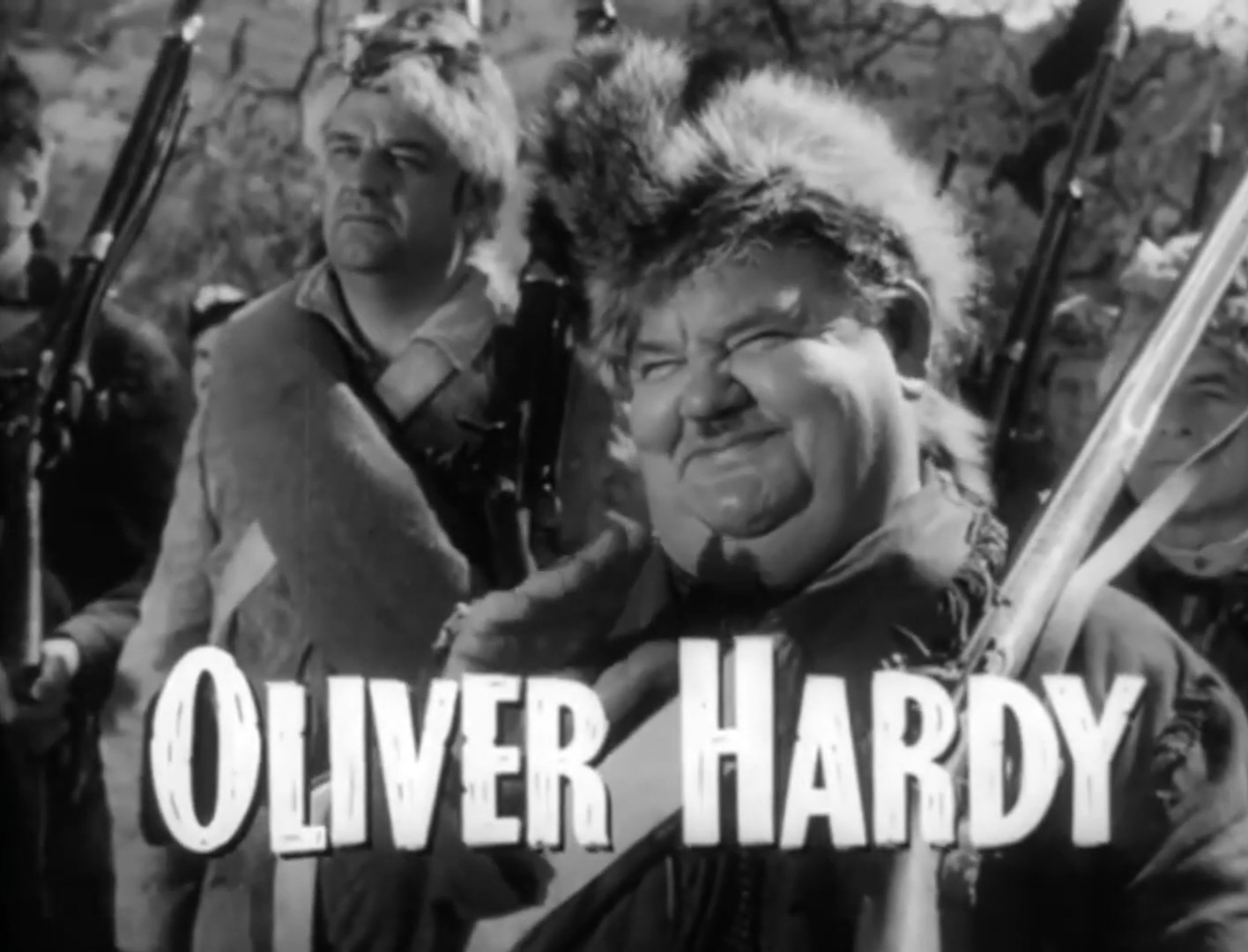
Oliver Hardy

- Oliver Hardy - I.M. Ruff (como Babe Hardy)
- Richard Smith - Ladrão (como Dick Smith)
- Dorothy Vernon
- Dorothea Wolbert
- Jess Weldon - Homem gordo